# Anita Page

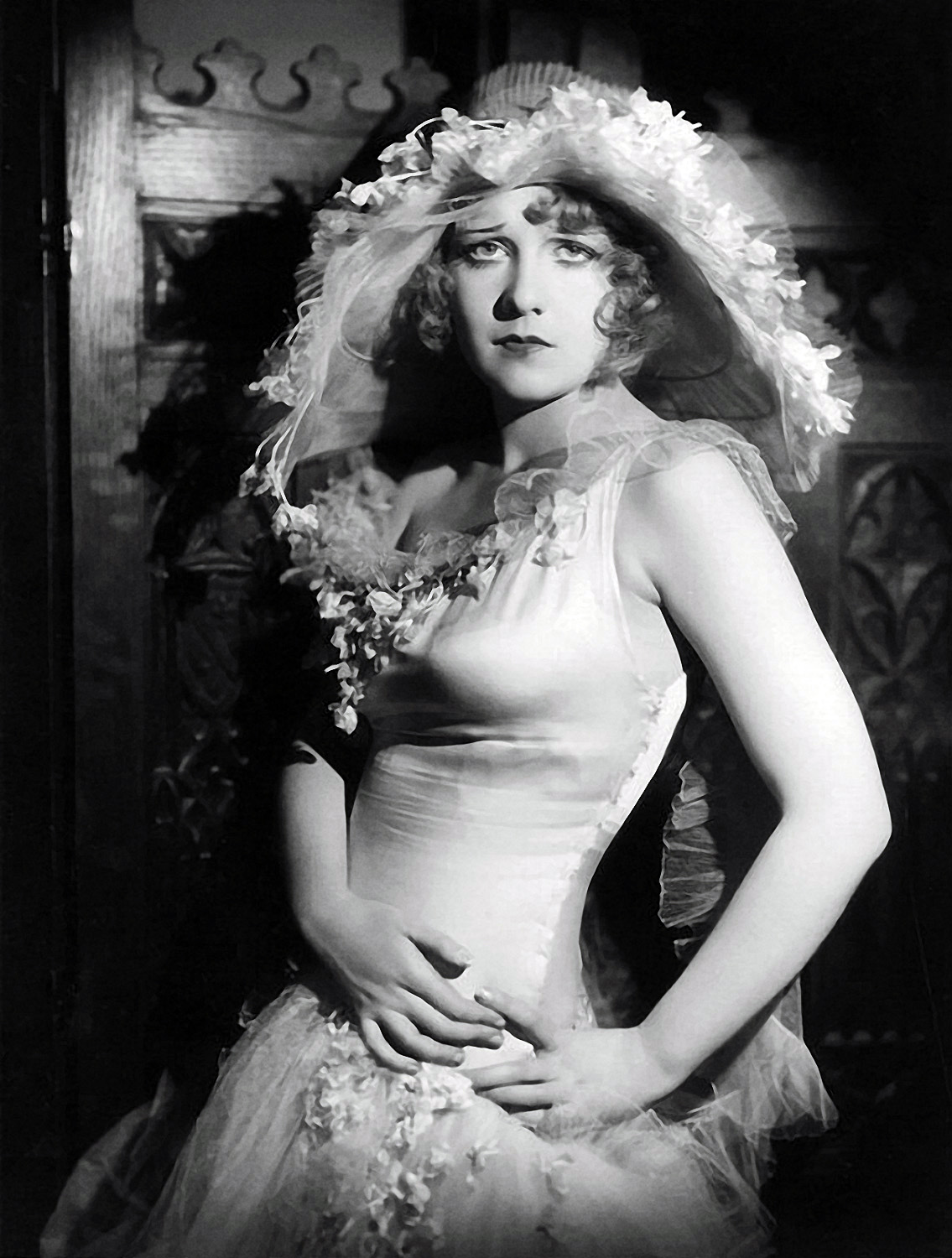
Anita Page (1929)

Anita Page (* 4. August 1910 in Flushing, Queens, New York City; † 6. September 2008 in Van Nuys, Los Angeles, Kalifornien), eigentlich Anita Pomares, war eine US-amerikanische Filmschauspielerin.

## Leben
Anita Page war bereits in der Stummfilmära eine begehrte Schauspielerin. 1925 gab sie als Statistin ihr Leinwanddebüt an der Seite von Betty Bronson in A Kiss For Cinderella. 1927 erhielt Page einen Studiovertrag bei Metro-Goldwyn-Mayer und wurde sogleich als Leading Lady von William Haines in Zwischen Frisco und der Mandschurei eingesetzt. In den folgenden Jahren etablierte sich Anita Page als beliebte Nebendarstellerin der späten Stummfilmära und frühen Tonfilmzeit. Sie war oft neben Joan Crawford und Dorothy Sebastian, unter anderem in den Filmen der Our-Serie, zu sehen. Die größten finanziellen Erfolge ihrer Karriere wurden The Hollywood Revue of 1929 und The Broadway Melody. Der Film gewann bei der Oscarverleihung 1930 (April) den Oscar als bester Film. 1929 wurde Page unter die WAMPAS Baby Stars gewählt. Auf dem Höhepunkt ihrer Karriere soll sie angeblich 10.000 Briefe Fanpost pro Woche bekommen haben. Über 100 dieser Fanbriefe kamen von Benito Mussolini, der Anita Page mehrmals einen Heiratsantrag machte. Ihre Karriere neigte sich langsam dem Ende zu, als sie 1931 mit Buster Keaton in Buster rutscht ins Filmland sowie Buster hat nichts zu lachen mitwirkte. Im selben Jahr hatte sie eine kleine Nebenrolle an der Seite von Clark Gable in dem Constance-Bennett-Film Herz am Scheideweg. Als 1933 ihr Vertrag bei MGM auslief, gab sie im Alter von 23 Jahren vollkommen überraschend ihren Rückzug aus dem Filmgeschäft bekannt.
1934 heiratete Anita Page den Filmkomponisten Nacio Herb Brown, aus dessen Feder auch der Soundtrack zur The Broadway Melody of 1929 stammte. Die Ehe ging jedoch bereits nach einem Jahr in die Brüche. 1937 heiratete sie Herschel House, mit dem sie bis zu dessen Tod 1991 zurückgezogen in Kalifornien lebte. Aus dieser Ehe stammen zwei Töchter. 1996 kehrte Anita Page nach 60-jähriger, nur von einem kleinen Filmauftritt 1963 unterbrochener Pause ins Filmgeschäft zurück und wirkte bis 2008 in mehreren zweitklassigen Splatter-Horrorfilmen mit. Im Bezug auf ihren frühen Rückzug aus dem Filmgeschäft erklärte sie 2004 ihre Sicht der Dinge und behauptete, Irving Thalberg habe sie 1933 sexuell belästigt, was dazu geführt habe, dass sie nicht länger für MGM habe arbeiten wollen. Nach diesem Affront habe Thalberg dafür gesorgt, dass Page auch bei anderen Studios keinen Vertrag mehr bekommen habe. Ihre Schilderung ist jedoch unglaubwürdig, da Thalberg von Ende 1932 bis Anfang 1934 aus gesundheitlichen Gründen nicht arbeitete und die meiste Zeit in Europa verbrachte.
Am 6. September 2008 starb Page im Alter von 98 Jahren eines natürlichen Todes. Mit ihr starb die letzte Teilnehmerin der Oscarverleihung 1929. An die Schauspielerin erinnert ein Stern auf dem Hollywood Walk of Fame, Höhe 6116 Hollywood Boulevard.

## Filmografie
- 1925: A Kiss for Cinderella
- 1926: Love Em and Leave Em
- 1927: Beach Nuts
- 1928: Zwischen Frisco und der Mandschurei (Telling the World)
- 1928: Wenn die Großstadt schläft (While the City Sleeps)
- 1928: Our Dancing Daughters
- 1928: While the City Sleeps
- 1928: West of Zanzibar
- 1929: The Flying Fleet
- 1929: The Broadway Melody
- 1929: Moderne Mädchen (Our Modern Maidens)
- 1929: The Hollywood Revue of 1929
- 1929: Speedway
- 1929: Navy Blues
- 1930: Great Day (unvollendet)
- 1930: Buster rutscht ins Filmland (Free and Easy)
- 1930: Caught Short
- 1930: Our Blushing Brides
- 1930: Little Accident
- 1930: War Nurse
- 1931: Reducing
- 1931: Herz am Scheideweg (The Easiest Way)
- 1931: Gentleman’s Fate
- 1931: Buster hat nichts zu lachen (Sidewalks of New York)
- 1932: Under Eighteen
- 1932: Are You Listening?
- 1932: Night Court
- 1932: Skyscraper Souls
- 1932: Prosperity
- 1933: Jungle Bride
- 1933: Soldiers of the Storm
- 1933: The Big Cage
- 1933: I Have Lived
- 1936: Hitch Hike to Heaven
- 1963: Saint Mike
- 1996: Sunset After Dark
- 2000: Witchcraft XI: Sisters in Blood
- 2002: The Crawling Brain
- 2003: Mumsie
- 2004: Bob’s Night Out
- 2008: Frankenstein Rising